# Heinz Holliger
Heinz Holliger (21. květen 1939, Langenthal) je švýcarský skladatel, hobojista, dirigent a klavírista.

## Život
Narodil se v Langenthalu, Bernském kantonu, 21. května 1939. Současně se školní docházkou do gymnázia v Burgdorfu, studoval hru na hoboj u Émile Cassagnaud (1950 – 1958), hru na klavír u Sava Savoffa (1955 – 1958) a skladbu u Sándora Veresse (1956 – 1960) v Bernu. V Paříži studoval hru na hoboj ve třídě Pierra Pierlota a hru na klavír u Yvonne Lefébure (1958 – 1959), měl též hodiny skladby u Pierra Bouleho na Akademii v Basileji (1961 – 1963).
Holliger vyhrál soutěž v Ženevě (1959) a Mnichově (1961), byl prvním hobojistou Basilejského orchestru (1959 – 1964). Jako jednomu z předních hobojistů své doby mu byly věnovány skladby světových skladatelů, mezi kterými byli: L. Berio, E. Carter, B. Ferneyhough, H. W. Henze, K. Huber, E. Krenek, G. Ligeti, W. Lutoslawski, K. Penderecki, K. Stockhausen a T. Takemitsu. Od roku 1965 vyučoval hru na hoboj na Staatliche Musikhochschule ve Freiburgu.
Od poloviny sedmdesátých let se Holliger stal žádaným dirigentem, poprvé vystupuje jako hostující dirigent s Basilejským komorním orchestrem Paula Sachera.
Jeho skladby ukazují fascinaci krajními psychologickými a hudebními situacemi. Bývá inspirován poezií Davida Rokeaha, Roberta Walsera, Friedricha Hölderlina a divadelními hrami Samuela Becketta. Jeho nejcitovanější dílo je Cardiophonie (1971), v němž používá zvuk tlukotu hráčova srdce pomocí kontaktního mikrofonu. Byl rezidenčním skladatelem s Orchestre de la Suisse Romande (1993 – 1994) a Lucerne Festival (1998). Jeho choť je harfenistka Ursula Holliger.
Byla mu udělena skladatelská cena Schweizerischer Tonkünstlerverein (1985), the Sonning-Preis (1987), the Frankfurt Music Prize (1988), the City of Basle Art Prize (1989), Ernst von Siemens Musikpreis (1991) a čestný doktorát Zürich University (1998).
Spolu s dalšími 11 skladateli – přáteli (C. Beck, L. Berio, P. Boulez, B. Britten, H. Dutilleux, W. Fortner, A. Ginastera, C. Halffter, H. W. Henze, K. Huber a W. Lutoslawski) švýcarského dirigenta a mecenáše Paula Sachera (1906 – 1999), byl požádán ruským violoncellistou Mstislavem Rostropovičem, aby u příležitosti Sacherových 70. narozenin napsal skladbu pro sólové violoncello, s použitím not obsažených v jeho jméně (eS, A, C, H, E, Re). Holliger vytvořil CHACONNE. Skladby byly částečně uvedeny v Curychu, 2. května 1976. Celý projekt "eSACHERe" byl uveden (poprvé v kompletním provedení) českým violoncellistou Františkem Brikciem, v roce 2011 v Praze.